# 靜電紡絲
靜電紡絲，簡稱電紡（英語：Electrospinning），使用电荷从液体中抽极细（一般在微米或纳米大小）纤维的工程过程。靜電紡絲不需要化学混凝或者高温来从液体里生产固体纤维，这使得这个过程特别宜于用来生产大分子或者复合分子的纤维。靜電紡絲也可以被用来从熔化液里抽取纤维，这样获得的最终产品中没有溶剂的痕跡。

## 过程
在一滴液体上施加足够高的电压后该液体滴上会形成静电。电荷之间的排斥力抵消液体的表面张力，使得液滴拉长。在电压超过一个阈值后液体会破射出液滴。这个流出的点被称为泰勒锥。假如液体分子间的粘合力足够高的话射出的液体不会分裂开来，而是形成一道流。
液流在空中液体蒸发，液流的电流从液体的运动转换为纤维表面电荷的流动。纤维弯曲处的静电排斥导致纤维不断摆动，使得液流伸长，最后纤维落到接地的收集屏。来回摆动造成的纤维伸长和变细最后导致纤维的直径只有纳米大小，而且非常恒定。
|  |  |

## 系数
1. 聚合物的分子量、分子重量的分布和结构
2. 溶液特征
3. 电压、流量和浓度
4. 毛细管和收集屏之间的距离
5. 环境系数（温度、湿度、腔内的气流速度）
6. 收集屏的大小和运动
7. 针规

## 设备和形式
标准实验室装备包括一个喷丝头（一般一根注射器针头），它连在一个高压（5至50千伏）直流电源上，一台泵和一个接地的收集装置。聚合体溶液、溶膠凝膠、悬浮液或者熔化液体被注入注射器，通过泵使得注射器的针头上有恒定的液体量流出。或者喷丝头通过恒定的压力从一个容器里不断获得液体。对于黏度比较低的液体来说这个恒压型的设备比较好。

## 其它技术
通过改变喷丝头和/或液体纤维可以获得特殊的结构和特征。通过使用不同的溶液以及它们不同的蒸发率靜電紡絲获得的丝可以是有孔的或者多层的。这样多层的纤维最关键的在于外层溶液。这样的纤维可以用来作为输药系统，或者拥有自我修复的能力。

### 同轴靜電紡絲
同轴靜電紡絲使用一个可以同时注射多种溶液的系统来使得喷丝头能够在一个溶液里包裹另一个。外表液体作为一个载体把泰勒锥上的内部液体拉出。假如两种液体不混溶的话一般产品拥有核心外表的结构。可混溶的液体一般导致多空的产品，原因是因为不同溶液在固化过程中速度不同，形成不同的物态。

### 乳液靜電紡絲
使用乳液可以不必更改喷丝头就产生双层或者复合纤维。但是由于制造乳液的时候有大量系数需要调整，因此这样的纤维比同轴纤维的生产要困难。水或者不浑溶的溶液和悬浮的物质混合产生乳液，任何稳定不浑溶特性的物质都可以被使用。十二烷基硫酸钠、纳米颗粒等表面活性剂均被成功使用。在靜電紡絲过程中乳液液滴被拉长和逐渐聚合。假如内层液体的体积分数足够高的话内层的核心就可以形成。
使用共混物是这个技术的一个变种，它基于聚合物互相之间不混溶，并可以相隔离，因此不需要表面活性剂。假如可以使用一种溶剂来溶化这两个聚合物的话这个技术就更加简单了。

### 熔化靜電紡絲
使用熔化的聚合体靜電紡絲避免了使用溶液。使用这个技术可以生产否则不可能生产或者很难生产的聚乙烯、聚对苯二甲酸乙二酯和聚丙烯等聚合体的半晶体纤维。这个设备与溶液靜電紡絲很类似，它也使用喷丝头、高电压和收集器。电阻加热、液体加热、空气加热或者激光均可以用来产生聚合体熔液。
由于聚合物熔液的粘度比较高，这样产生的纤维一般比较粗。一般在达到稳定流量和热力平衡后纤维的均匀性非常好。由于熔液的电阻比较高，粘度也比较高，因此拉出来的纤维可能不摇摆。影响纤维粗细最主要的因素有流量、聚合物的分子量和喷丝头的直径。至今为止生产的纤维在250纳米到数百微米之间。细的纤维都是分子量低的。

## 历史
16世纪末威廉·吉尔伯特开始描述静电和磁铁的现象。他观察到假如一塊带电的琥珀被放到一滴水附近的时候水滴会改变它的形状，变成圆锥形，从圆锥的尖端小水滴会射出。这是最早对静电喷射的观察。
1887年查理士·凡而儂·波伊斯描写了“古老但是鲜为人知的静电纺丝的试验”。他的设备由一个“隔绝，与一个电机相连的小盘子”组成。他发现当液体到达盘子的边缘时他可以获得虫胶、蜂蜡、封蜡、牙胶和火棉胶等一系列物质的纤维。
1900年5月J·F·库雷（Cooley）获得了靜電紡絲的专利。1902年2月他再次获得一项有关的专利。1902年7月莫顿（W.J.Morton）也获得了一项专利。
1914年约翰·塞勒尼发表了一篇关于液滴在金属毛细管末端的反应的论文。他的论文是液体在静电影响下的反应的数学模型的开始。
从1934年到1944年安东·佛姆哈尔斯（Anton Formhals）获得了一系列使用靜電紡絲获得衣料线的专利，把靜電紡絲进一步推向商业使用。诺尔顿（C.L.Norton）1936年获得了使用熔液靜電紡絲的专利。他还使用气流协助纤维的形成。
1938年在苏联卡尔波夫研究所的气溶胶实验室里尼克莱·A·福克斯组里的娜塔丽·D·罗森布鲁姆和伊戈尔·V·佩特里亚诺福-索科洛夫生产了靜電紡絲纤维，他们把它用在他们研制的过滤器里。这个工作导致1939年在特维尔建立了生产含有靜電紡絲纤维的防毒面具的工厂。其纤维使用溶于二氯乙烷和乙醇中的醋酸纤维素纺成。1960年代里通过靜電紡絲生产的过滤材料达每年2000万平方米。
1964年至1969年间傑弗里·英格拉姆·泰勒为靜電紡絲建立了理论基础。他提供了液滴在电场中的形成的圆锥的数学模型，因此这个圆锥今天叫泰勒锥。他还和其他人一起建立了导电液体的模型。
1990年代初多个研究组显示有机聚合体可以通过靜電紡絲成为纳米纤维。从此每年关于靜電紡絲的论文数目不断增高。
1995年以来又有对靜電紡絲的基本原理的理论发展。雷兹尼克等描述了泰勒锥的形状和液体的射出。霍曼等研究了射出的液流不同的不稳定性并描述了其中最重要的不稳定性，摆动不稳定性。

## 应用
靜電紡絲形成的纤维可以达到纳米的细度，而且其表面可以有纳米数量级的结构，使得它与宏观材料相比可以和物质产生不同的反应。除此之外它有两个主要特征：它的表面面积对体积的比例非常高，而且在分子级机构上只有很少的缺陷。第一个特征使得它适于需要高物理接触的反应，比如为化学反应提供表面，或者通过物理缠绕捕获非常小的粒子——过滤。第二个特征使得靜電紡絲的纤维应该可以达到理论上最高的强度，打开了制造高强度复合材料的可能性。

### 过滤

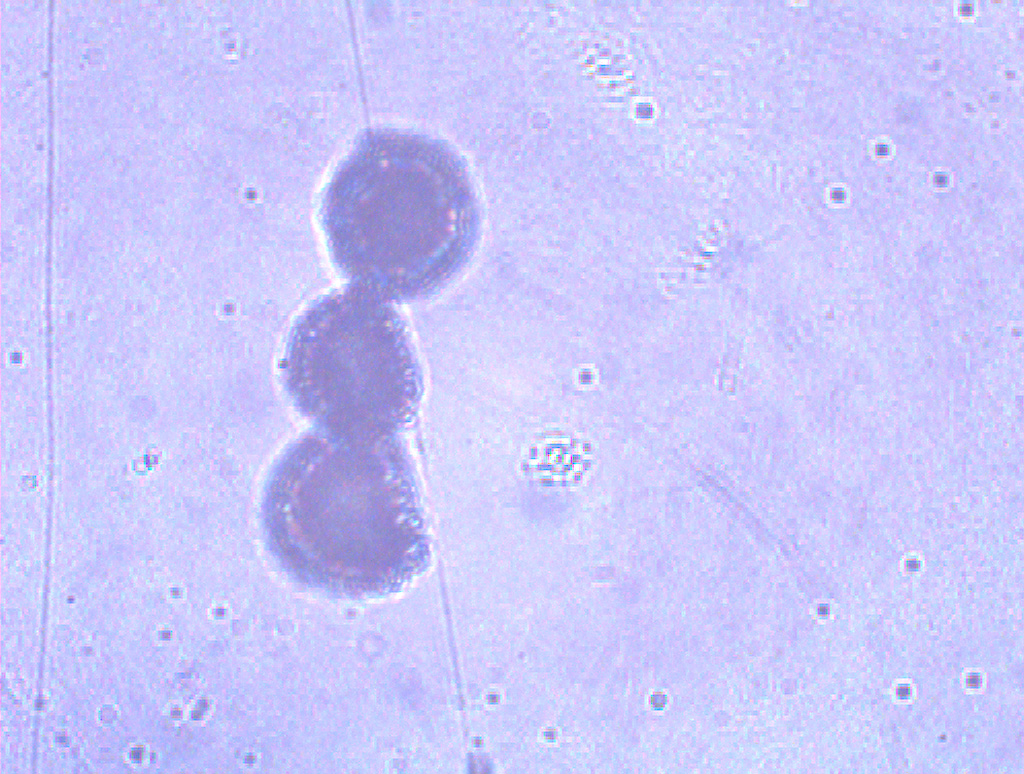
被使用靜電紡絲生产的聚乙烯醇纤维捕获的石松孢子（直径60微米）

使用纳米纤维网过滤是一个很常用的技术。由于纤维非常细，范德华力是重要的粘结纤维和被捕获的物质之间的力。在70年前就已经开始有人使用聚合体纳米纤维来过滤空气了。由于纳米网的强度很差，它们被盖在一个过滤网基底上。由于纤维的直径非常小，它导致纤维表面的气流提高，提高了复合过滤网的捕获和惯性碰撞效率。在纤维直径小于0.5微米的情况下在同样压力下过滤效果提高。过滤器最重要的特征在于高湿气运输、高布料透气率和高抗毒性化合物能力，因此靜電紡絲生产的纳米膜适用于这些应用。

### 纺织品
早期靜電紡絲的专利主要用于纺织业，但实际上只有很少纺织品这样被生产，其主要原因可能是难于使用几乎不可见的纤维。不过通过使用先进的生产技术使用靜電紡絲可以生产无缝衣料。用过在靜電紡絲的纤维层里参杂其它纤维可以生产多种功能（防火、防化、防止其它外部环境影响）。

### 医学
1. 人造器官组成部分
2. 组织工程[35]；靜電紡絲成品和活细胞可以放在一起[36]
3. 人工植入组成部分
4. 施药[35][37][38]
5. 包扎伤口
6. 医学纺织品物质

### 复合材料
超细靜電紡絲纤维显然有用来生产长纤维复合材料的潜力。
靜電紡絲最主要的问题在于在有限的时间里生产大量的纤维。因此只有在需要的纤维数量比较小的医学应用里靜電紡絲纤维被用来作为加强材料。
用靜電紡絲作为廉价、简易的制造覆伤、植入和人工组织结构的方法被研究。这些结构和自然组织里的细胞外基质有同样的作用。聚己内酯等可生物降解聚合物特别适用于这个应用。这样的纤维上可以覆盖膠原蛋白来促进细胞贴敷。膠原蛋白也可以直接织成膜。

### 催化
靜電紡絲纤维可能有作为使得酶的基质的潜力。被固定在它们表面的酶可以用来分解环境里的有毒化合物等。

## 书籍

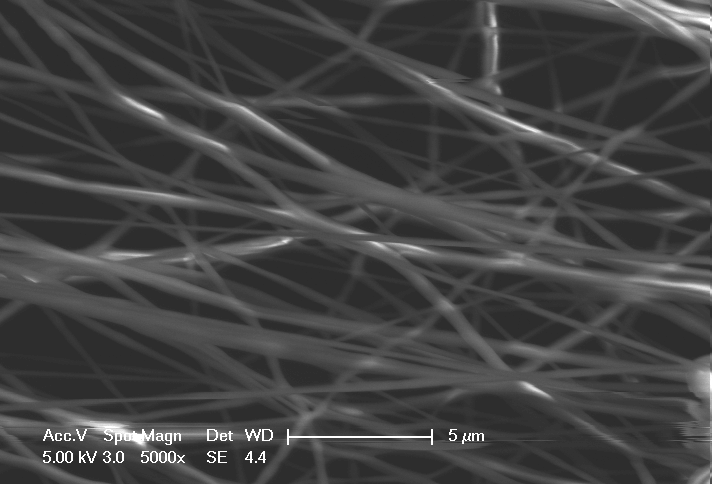
聚己内酯靜電紡絲获得的纤维的扫描电子显微镜图像

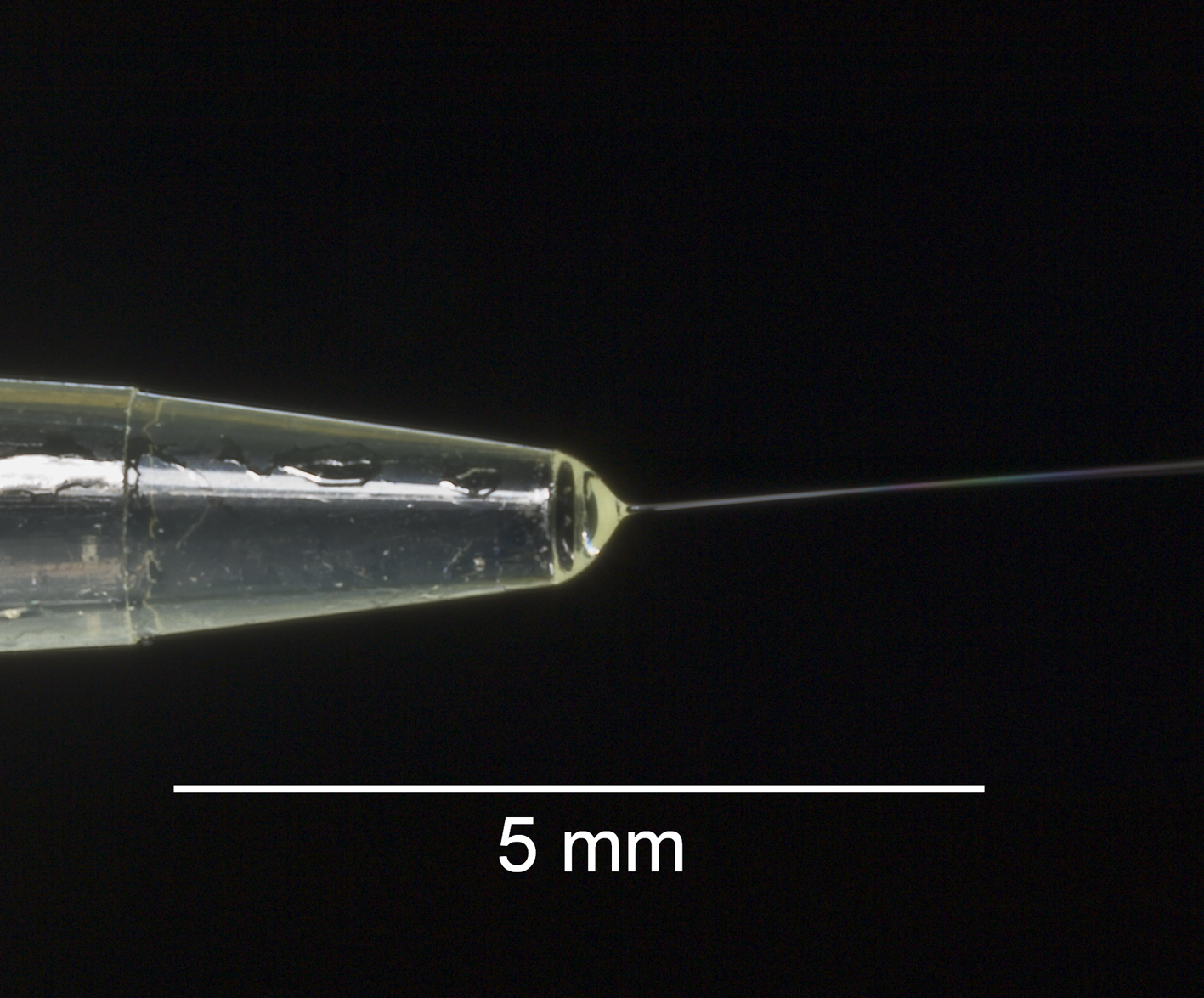
水溶聚乙烯醇靜電紡絲的放大照片

- The History of the Science and Technology of Electrospinning from 1600 to 1995, N Tucker, J. Stanger, M P Staiger, H Razzaq, and K Hofman, Journal of Engineered Fibers and Fabrics, Volume 7, Issue 2 – 2012, pp63–73  （页面存档备份，存于）
- Electrospinning: Materials, Processing, and Applications, J.-H. Wendorff, S. Agarwal, A. Greiner, Wiley-VCH, Weinheim, Germany, 2012, ISBN 978-3527320806.
- Science and Technology of Polymer Nanofibers, A. L. Andrady, A. John Wiley & Sons, Inc., Hoboken, USA, 2008, ISBN 978-0-471-79059-4.
- Electrospinning, J. Stanger, N. Tucker, and M. Staiger, I-Smithers Rapra publishing (UK), 2009, ISBN 978-1-84735-091-6.
- An Introduction to Electrospinning and Nanofibers, S. Ramakrishna, K. Fujihara, W-E Teo, World Scientific Publishing Co. Pte Ltd (Jun 2005), ISBN 981-256-415-2.
- Electrospinning of micro- and nanofibers: fundamentals and applications in separation and filtration processes,  Y. Fillatov, A. Budyka, and V. Kirichenko (Trans. D. Letterman), Begell House Inc., New York, USA, 2007, ISBN 978-1-56700-241-6.